# Masacre de Andijon
El viernes 13 de mayo del 2005 un nutrido grupo de hombres asaltaron la prisión de Andijon, Uzbekistán, para liberar a unos centenares de personas, de las cuales 23 eran hombres de negocios, acusados de terrorismo islámico. Seguidamente, tomaron por asalto la alcaldía y establecieron un tribunal en el que muchas personas tomaron la palabra criticando las presiones ejercidas por el gobierno y los servicios de seguridad. Para reprimir la insurrección las autoridades enviaron al ejército, que abrió fuego sobre una manifestación pacífica. Esta versión fue rechazada por las autoridades que declararon que esa había sido una tentativa de desestabilización; manifestando, asimismo, que ningún civil sin armas había sido herido. .
Esta versión no pudo ser confirmada porque los periodistas y las Organizaciones no gubernamentales (ONG) fueron expulsadas del lugar y se les prohibió la entrada en la ciudad; sin embargo, algunas fotografías, tomadas al principio de la insurrección y de la represión, pudieron escapar de la requisa y fueron publicadas. El jueves 19 de mayo, una semana más tarde, algunas ONG, así como el Comité Internacional de la Cruz Roja (CICR) denunciaron que, en esta represión, habían muerto de 500 a 1.000 personas, mientras que el gobierno de Uzbekistán sólo reconoció 187 muertos.
El 19 de mayo los Estados Unidos, bajo la presión internacional ejercida sobre el país, empezaron a tomar distancias con el gobierno.
El 20 de septiembre de 2005 se abrió el proceso contra la represión de Andiyán en el que quince presuntos cabecillas fueron juzgados como terroristas. Los abogados de los acusados fueron designados por el Estado. Recordando los procesos soviéticos llevados a cabo durante el gobierno de Stalin, especialmente los Procesos de Moscú, los acusados se declararon culpables; uno de ellos declaró: Nosotros merecemos ser ajusticiados dos veces pero, pese a todo, pedimos perdón. Los 300 testigos estaban vigilados por los guardias de seguridad y nadie podía acercarse a ellos.
Durante la noche del lunes 2 al martes 3 de octubre de 2005, la Unión Europea (UE) decretó un embargo de las exportaciones de armas al Uzbekistán, motivado por el rechazo de Tashkent a autorizar una investigación internacional e independiente acerca de lo ocurrido durante la represión de Andiyán los días 12 y 13 de mayo.
El 14 de noviembre, los quince acusados fueron condenados a penas de 14 a 20 años de cárcel. Después de este veredicto, la UE prohibió que, durante un año, ninguno de los altos responsables uzbekos, incluidos los ministros de Interior y de Defensa, pisaran suelo Europeo. Todos ellos fueron acusados de ser directamente responsables de la represión de Andiyán.
Tras la lectura del veredicto, la Corte acusó a algunos periodistas occidentales, en particular a los que pertenecían a CNN y a la Asociación de la Prensa, de haber promovido un complot mediático contra Uzbekistán.
Varios observadores y ONGs, entre ellas Human Rights Watch, retiraron sus acusaciones de parodia de justicia, así como las acusaciones de la utilización de la tortura para extorsionar y hacer confesar a los acusados.
- Datos: Q764967